# 松永俊国
松永 俊国（まつなが としくに、1944年（昭和19年） - 2002年（平成14年）9月22日）とは、日本の女子プロレス団体「全日本女子プロレス」の経営者である。
「全日本女子プロレス」の経営者兄弟である、松永健司、松永高司、松永国松たち「松永四兄弟」の五男。
全女では主に渉外担当を務め、常務や専務、晩年は社長を務めた。
また、全女レフェリーの中心的人物であり、本名の松永俊国の名前で審判部長を務めた。そして北斗晶と神取忍の「女子プロレス団体対抗戦時代」の一戦である「北斗晶 対 神取忍 デンジャラス・クイーン決定戦」の初戦のレフェリーを務めた人物である。

## 生涯

### 生い立ち
1944年（昭和19年）、父・松次郎と母・トヨの5男として生まれる。
兄の松永高司の話によると、戦争が激しくなった時に疎開したところで生まれた。そのためお腹にいた時に疎開したのかどうかも分からないし、俊国が何処で生まれたのかも覚えていないという。
父・松次郎は洋品店を営んでいたが、戦後すぐの1951年（昭和26年）に病気で亡くなってしまう。戦後が終わってまだ日本が貧しい時期であり、食べていくのがやっとの時代だった。兄・松永高司たち「松永兄弟」は、姉・松永礼子：女子プロレスラーの吉葉礼子に連れられる形で女子プロレスの世界に身を投じることになる。

### 格闘技の道へ
松永家の4人の兄弟は皆柔道が大好きで、目黒区にあった町道場に通い二段を、講道館柔道を習い三段を取得し、「松永四兄弟」と呼ばれるようになった。
姉･礼子はキャバレー興行の演目として、「ボクシング対柔道」である「柔拳」に参加しギャラを稼ぐことを思い付き、兄弟たちにやらせた。兄弟たちは柔拳試合の主催者である「全日本女子プロレス協会」会長・万年東一に「選手が足りない時は試合に出ろ」と言われ、当時11歳だった末弟の俊国は柔道着を着て、生まれて初めてボクシングのグローブを手にはめた当時15歳の兄・国松とキャバレーのステージの上で3ラウンドを戦った。俊国は小さな頃から弱音を吐いたことも涙を見せたことも無かった。「これが食っていくことだ」と考えながら兄・国松に挑んでいった。
この経緯があったからか、俊国は年若い国松とは生涯仲が悪かった。やんちゃでわんぱくだった俊国は、幼い頃から兄・国松に食ってかかりケンカを売り、兄だった国松は弟である俊国からの攻撃をただ受けていた。俊国はずっと国松に勝っていたと思っていたんじゃないか、と後に兄・高司は語っている。
この頃、「全日本女子プロレス協会」は地方の劇場やキャバレーを夜行列車で巡業していた。そんな生活だったので、年が若かった国松、俊国は学校に通うことが出来なかった。やがて柔拳試合に出たことが道場にばれ、柔道を金稼ぎの興行として用いた事が原因で、講道館から破門状が届き、松永兄弟は全員、柔道を破門になった。その後、柔拳試合の糧とするために兄弟全員でボクシングを経験した。しかし俊国は背中か後頭部を叩かれ怪我をしてしまい試合に出られなくなったという。
そして俊国は兄・高司のコウモリ傘の行商などの尽力により高校までは卒業できた。俊国が高3の時に「大学へ行きたい」と相談したが行けなかった。後に兄・高司は、俊国を大学へ進学させてやれなかったのを後悔した。
俊国が高校を卒業した後、父親に世話になっていた電話製造の下請けの工場へと勤めに出た。しかし会社の常務とケンカして辞めてしまった。兄・高司は俊国はワガママだったから辛抱出来なかったのだろうと後に語った。そして兄・健司の下請けの仕事を手伝うようになった。

### 全日本女子プロレスの旗揚げ
1967年（昭和42年）4月、「日本女子プロレス協会」が設立された。しかし協会を立ち上げた人物と松永高司の意見が合わず、高司が協会を辞めることになった。
電気会社の下請け会社を経営していた健司と、健司の下で組み立て工をやっていた国松と俊国もこれに合流し、1968年（昭和43年）6月、「全日本女子プロレス」（法人名：全日本女子プロレス興行）が旗揚げされた。
この「女子プロレス界の激流」に俊国は兄弟たちと共に乗っていった。

### 「全日本女子プロレス」の松永俊国
最初期の「全日本女子プロレス」は、「1人二役や三役は当たり前」であった。俊国は常務取締役を務めていたにも関わらず、レフェリーもやれば、全女の選手バスの運転手も務めた。そしてダフ屋と一緒に試合当日のチケットの売り子をした。
松永四兄弟は皆、ヤクザ者のような顔をした強面で、俊国はその典型であり、傍から見ていつも間違われそうな言動をし、堅気に見えない、とても会社の役員には見えない服装を着こなしながらチケットを売り裁くため、しばしば観客から勘違いされた。スタッフがその様子を見て笑いながら、俊国本人にその事を伝えると「それはウケるな」と笑い飛ばしていた、という今井良晴の証言がある。
全女は時には巡業先のヤクザたち相手に、時には後楽園ホールのロビーでも、腕に覚えのある松永四兄弟全員で大立ち回りをした。そして時には大勢の観客相手の乱闘で、俊国が暴れる観客たちを1人で止めたこともあった。
テレビ局が商売相手となった後は、試合のテレビ中継のためにやってきた人々に対して料理屋で接待をした。そして俊国はテレビ中継路線に向かおうとし、商売としては地方興行巡業で十分だった、テレビへの不信感が強かった高司や国松と対立することもあった、という志生野温夫の証言がある。
俊国は国松と全女の運営方針を巡って決して相容れず、前述の通りに兄弟仲はずっと悪かった。しかし兄であり会長であった高司は2人の間に入り、上手く2人の争い事の手綱を引き、最終的には2人は会長・高司の決断に従っていた。
また、俊国は国松と共に、兄の高司に田園調布に家を買うようけしかける一方で、無闇に選手たちへのギャラを大盤振る舞いしようとする会長・高司を、国松や健司と共に抑えてもいた、という志生野温夫の証言がある。
俊国は国松のように賭け事は好きでは無かった。しかし必要があれば自分の家すらも担保にして多額の借金をこさえて会長・高司のところへ持って行くこともあった。けれども高司や国松のように株投資にはまり億単位の金を動かした結果、全女の経営が傾いていった。

### 全女の審判部長・松永俊国
俊国は全女レフェリーの中心的人物であり、本名の松永俊国の名前で全女の審判部長を務めた。そして北斗晶と神取忍による、「女子プロレス団体対抗戦時代」の伝説の一戦である「
北斗晶 対 神取忍 デンジャラス・クイーン決定戦」の初戦のレフェリーを務めた。
この時に俊国は、激戦の最中に左肩関節を脱臼した北斗晶の肩の整復を行っている。

### 最期
晩年の俊国は、最晩年の兄・高司よりも身体の状態が悪かった。そしてその身体で伊豆に素潜りに行き、血管が切れてしまった。その時は乗り越えたのだが、病院にも行かずに一人部屋で就寝した際にむせて吐いてしまい、口から鼻から吐瀉物に塞がれてしまい窒息死した、と兄・高司は述べている。
2002年（平成14年）9月22日に死去。公的な発表では心不全で亡くなったとされている。享年57。
そして俊国は東京都目黒区にある円融寺に葬られ、現在は長男を含めた松永家の5兄弟と共に眠っている。そして毎年、兄・高司の命日には、北斗晶が仲間たちと共に松永家の墓参に訪れ、他の4兄弟よりも目立つ色の墓石で建てられた俊国の墓も共に清掃している。

### 『極悪女王』
2024年（令和6年）10月19日、日本中から嫌われ憎まれた悪役レスラー・ダンプ松本を主人公としたNetflix配信ドラマ『極悪女王』が配信開始された。このドラマはダンプ松本や「クラッシュギャルズ」、そして松永俊国たち「松永兄弟」などの全日本女子プロレスに関わった人物たちが取り上げられ、1980年代に「狂気の全日本女子プロレス」を作り上げた、全女に関わった人物たちに光が当たることになった。
ダンプ松本の好敵手であり、本作の「もう1人の主人公」となった長与千種は「プロレススーパーバイザー」として本作に関わり、松永俊国と「松永兄弟」の人物監修と演技指導にも携わった。そして長与にとっては「松永兄弟」と松永俊国について改めて見つめ直す機会となった。
2024年（令和6年）12月1日、
後楽園ホールで長与千種が立ち上げたプロレス団体「Marvelous」主催による『長与千種還暦祭』が開催された。この時に『極悪女王』の制作スタッフやキャストが招待された。その中には松永俊国役の斎藤工もいた。そして長与千種はリングの上でこう述べた「上から松永兄弟も見ていると思います」「松永高司、松永健司、松永国松、松永俊国、この人たちがいなければ私はここに立っていません」「全女が大っ嫌いで、大好きです」「国松さんと俊国さんは私を育ててくれた恩人です。本当にありがとうございます」。

## 登場作品
- 極悪女王（2024年、Netflix配信ドラマ） - 演：斎藤工[62]

「松永兄弟」は本来なら「4兄弟」であるが、監督の白石和彌によれば、本当は4人とも描きたかったが、本編の尺の都合により4人を混ぜ合わせて「3兄弟」に分けられ描かれた。そして斎藤工は「足元がぶれない」松永高司とは対となる人物である松永俊国役に配役された。そして女子プロレス女性レフェリーの大ベテランであるTommyからレフェリー技術の指導を受け、また松永俊国の子息にリサーチした後、本作品のプロレススーパーバイザーを務めた長与千種により「長与自身が覚えている限り」の、「松永兄弟」と松永俊国の人物監修と演技指導を受けた。その結果、長与の証言に基づいた、実際の松永俊国を極端にした人物像を、兄の松永国松と全女の選手の勝敗を用いて賭け事をしていた、という逸話も含めて熱演し、長与からは服装や行動、仕草や言動を「そのまんま」、そしてダンプ松本役のゆりやんレトリィバァからは「憎たらしかった」と太鼓判を押された。そして斎藤工は、長与千種の還暦祭に「極悪女王」キャストスタッフと共に招かれた。